# Paese immaginario

Mappa dell'Isola di Sodor, utilizzata come ambientazione principale per le storie del trenino Thomas

Un paese o stato immaginario è un paese fittizio utilizzato come ambientazione per storie di fantasia e che non esiste nella vita reale, o un luogo di cui si presuppone la sua esistenza. In passato i marinai hanno spesso scambiato le nuvole a bassa quota per masse di terraferma, e in tempi successivi a questo fu dato il nome di cappe olandesi. Altre terre immaginarie appaiono più comunemente come ambientazioni o soggetti di miti, letteratura, film o videogiochi. Possono anche essere utilizzati per motivi tecnici nella realtà per l'uso specifico di uno sviluppo narrativo.
I paesi immaginari compaiono comunemente nelle prime storie di fantascienza (o romanzi scientifici). Tali paesi presumibilmente fanno parte del normale paesaggio terrestre, sebbene non si trovino rappresentati sull'atlante. In seguito racconti simili hanno avuto luogo su pianeti immaginari o mondi alternativi.
Il protagonista di Jonathan Swift, Lemuel Gulliver, ha visitato vari luoghi bizzarri e fuori dall'ordinario. Edgar Rice Burroughs collocò le avventure di Tarzan in aree dell'Africa equatoriale che, all'epoca, rimasero per lo più sconosciute. Isole remote, con strane creature e/o civiltà, godevano di grande popolarità ai tempi di questi autori. Nel XIX secolo, quando gli esploratori europei scoprirono la maggior parte della superficie terrestre, questa opzione è andata a perdersi nel tempo e le società immaginarie utopiche e distopiche, vennero ambientate su altri pianeti, sia in colonie umane che in società aliene originarie di altrove. I paesi immaginari possono essere utilizzati anche in storie ambientate in un futuro lontano, con confini politici diversi da quelli di oggi, o addirittura in ucronie.
Anche i fumetti di supereroi, agenti segreti e alcuni thriller utilizzano paesi immaginari sulla Terra per le ambientazioni. La maggior parte di questi, esiste solo per una singola storia, un episodio di una serie TV o un numero di un fumetto. Ci sono notevoli eccezioni in cui i paesi immaginari appaiono come elementi della trama ricorrenti, come: Qumar e Equatorial Kundu (The West Wing); Latveria (Marvel Comics); e Qurac e Bialya (DC Comics).

## Scopi

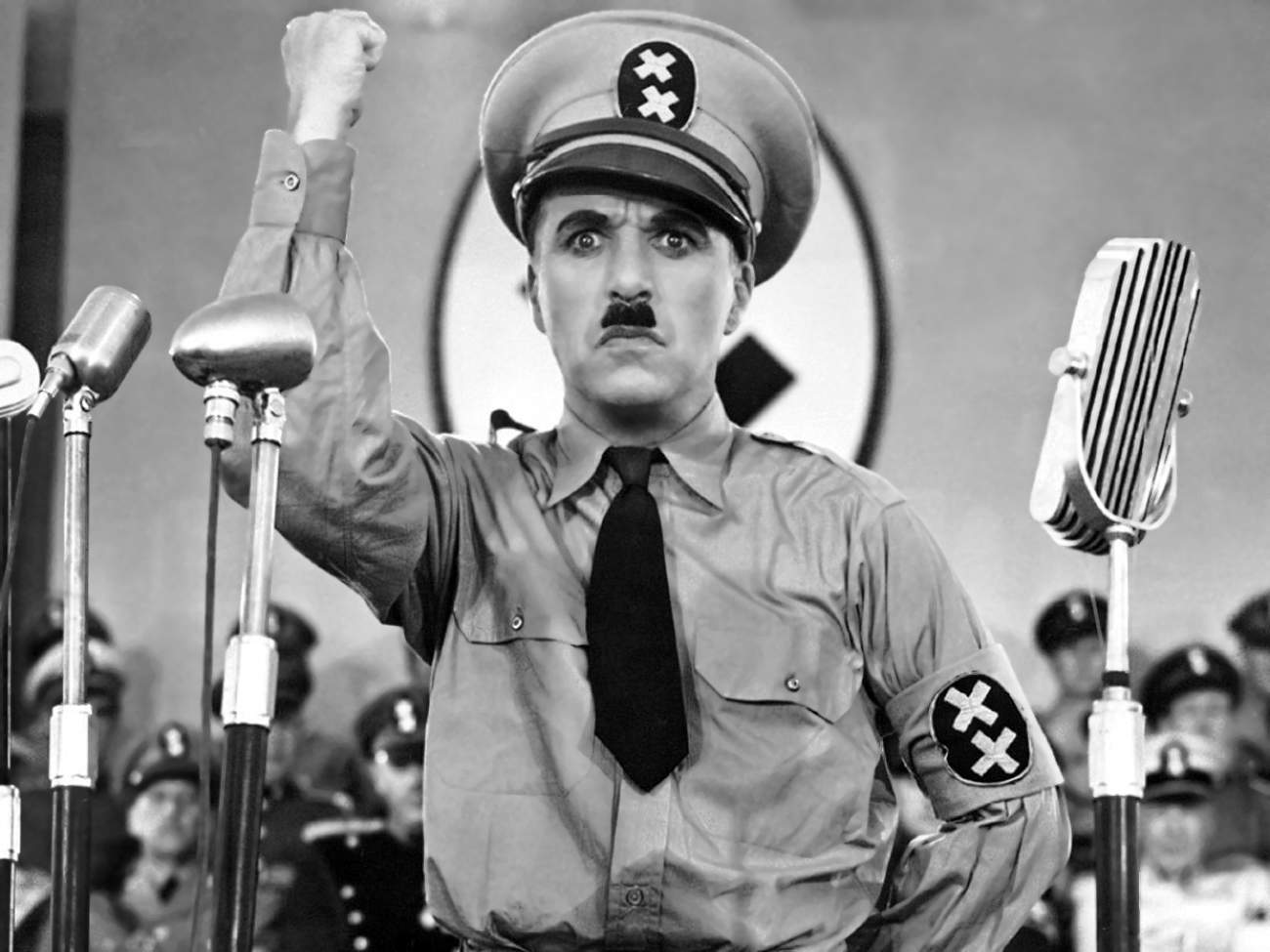
Charlie Chaplin imita il personaggio di Adolf Hitler nel film Il Grande Dittatore, le due croci sono una chiara parodia della Svastica.

Spesso i paesi immaginari, assomigliano deliberatamente o addirittura rappresentano un paese del mondo reale, presentando un'utopia o una distopia da criticare. Le varianti del nome del paese a volte chiariscono quale stato tendono a rappresentare veramente. Utilizzando un paese immaginario invece di uno reale, gli autori possono esercitare una maggiore libertà nella creazione di personaggi, eventi e ambientazioni, presentando allo stesso tempo un luogo vagamente familiare che i lettori possono riconoscere. Uno stato immaginario lascia l'autore non gravato dalle restrizioni della storia, della politica e della cultura di una nazione reale, e può quindi consentire una maggiore portata nella costruzione della trama ed essere esente da critiche per aver diffamato una nazione, un partito politico o un popolo esistente. L'immaginaria "Tomania" (una parodia della Germania nazista che prende il nome dal termine ptomaine) funge da ambientazione per Il grande dittatore di Charlie Chaplin e infilza un regime famigerato per fanatismo religioso, militarismo, razzismo, prepotenza diplomatica e violazioni delle libertà civili.
I paesi immaginari vengono anche creati ai fini di scenari di addestramento militare, ad esempio al gruppo di isole intorno alle Hawaii sono stati assegnati i nomi "Blueland" e "Orangeland" nell'esercitazione marittima internazionale RIMPAC 98 o ancora, nel nord-ovest della Bielorussia fu creato lo stato immaginario di Viejšnoryja, per l'esercitazione congiunta Zapad 2017.

## Nella ricerca di indagine
I paesi immaginari sono stati creati anche per alcuni sondaggi. Quando è stato intervistato nell'aprile 2004, l'8% dei britannici credeva che il paese (immaginario) di Luvania sarebbe presto entrato a far parte dell'Unione Europea. Nel General Social Survey del 1989, agli intervistati statunitensi è stato chiesto di valutare lo stato sociale delle persone di origine "Wisian", un'eredità nazionale immaginaria. Mentre la maggioranza degli intervistati ha affermato di non poter collocare i Wisiani nella gerarchia sociale degli Stati Uniti, quelli che lo hanno fatto hanno classificato il loro status piuttosto basso, dando una media di 4,12 su una scala di 9 punti, dove 9 era la posizione sociale più alta.

## Casi di dibattito
Paesi di storie, miti, leggende, che alcuni credono esistano, o siano esistiti veramente:
- Agartha
- Atlantide
- Aztlan
- El Dorado
- Lemuria (continente)
- Lionesse
- Mu (continente)
- Ofir (Nel 1946 un frammento di ceramica con iscrizione è stato trovato a Tell Qasile (nell'odierna Tel Aviv) risalente all'VIII secolo a.C. Porta, in caratteri paleo-ebraici, il testo "oro di Ofir a/per Beth-Horon... 30 sicli". Il ritrovamento conferma che Ofir era un luogo da cui veniva importato l'oro, sebbene la sua posizione rimanga sconosciuta).
- Shangri-La o Śambhala
- Listenbourg